# Isidoro Cabanyes

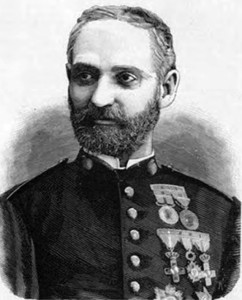
Isidoro De Cabanyes

Isidoro De Cabanyes y Olzinelles (Villanueva y Geltrú, 10 de enero de 1843- San Lorenzo de El Escorial, 20 de diciembre de 1915) fue un militar y científico español, proveniente de una familia de alta clase social, y rancio abolengo. Conocido por sus investigaciones en el campo de la navegación submarina y en el aprovechamiento de la radiación solar utilizando torres solares.

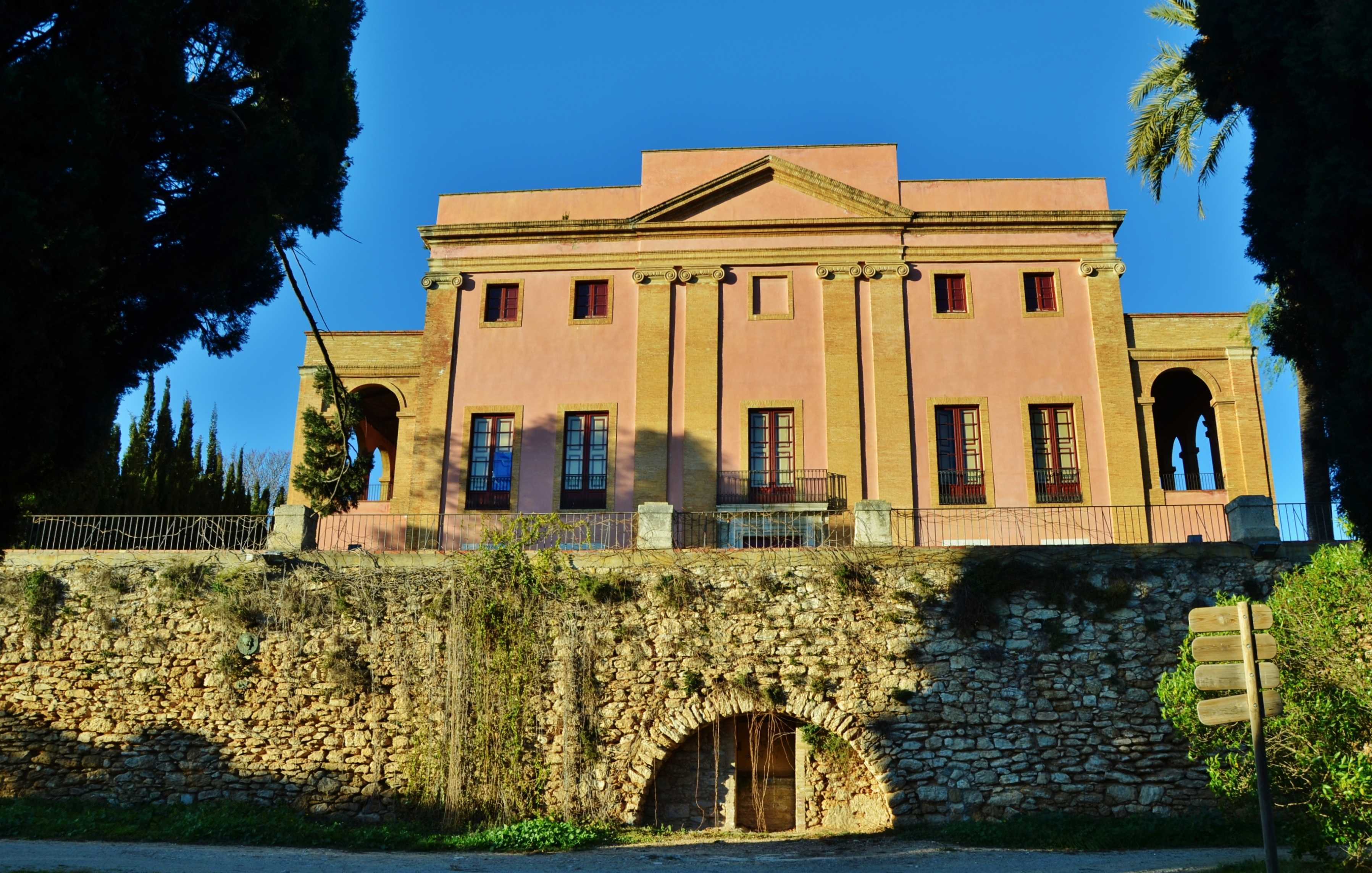
Masía de Cabanyes.

## Biografía
Isidoro Cabanyes provenía de una familia aristocrática y terrateniente, con bastas empresas de comercializacion  de la comarca del Garraf, en la provincia de Barcelona. Dos de sus tíos fueron reconocidos artistas, el poeta romántico Manuel de Cabanyes  y el pintor paisajista y General Joaquín de Cabanyes. Ingresó en el Colegio de Artillería de Segovia en 1857 y permaneció allí hasta completar su formación militar en 1864. Su primer destino fue la Madrid, donde en 1866 participó en la represión de la sublevación que se produjo en el cuartel de San Gil contra el gobierno de Isabel II.
En 1869, al comenzar el Sexenio Revolucionario fue ascendido a capitán.
A principios de 1873, como otros muchos artilleros, pidió el retiro en el ejército por su desacuerdo con el nombramiento de Baltasar Hidalgo de Quintana como mariscal de campo, pues había estado implicado en la sublevación del cuartel de San Gil. En septiembre de 1873, el presidente Emilio Castelar restableció el Cuerpo de Artillería que había quedado disuelto en febrero de 1873. Cabanyes se reincorporó al Ejército y participó en el sitio del cantón de Cartagena, hecho de armas por el cual fue ascendido a comandante, y en la campaña del Norte de la tercera guerra carlista interviniendo en el ataque a San Pedro Abanto que permitió levantar el sitio de Bilbao.
A partir de 1876, Isidoro Cabanyes desempeña una serie de destinos militares que le permiten dedicarse a sus estudios e invenciones. Estuvo destinado en Algeciras, Madrid, Segovia y Cartagena. En 1894 fue nombrado Jefe de Estudios de la Academia de Artillería de Segovia. En 1896 ascendió al empleo de coronel. A continuación fue comandante del arma de Artillería en Segovia y Cartagena. En 1905 pasa a la situación de retiro. Murió en San Lorenzo de El Escorial en 1915.

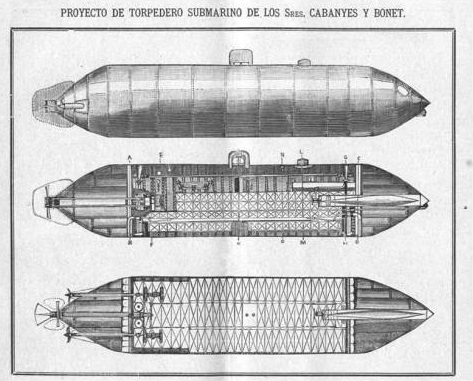
Torpedero submarino diseñado por Isidoro Cabanyes y Miguel Bonet

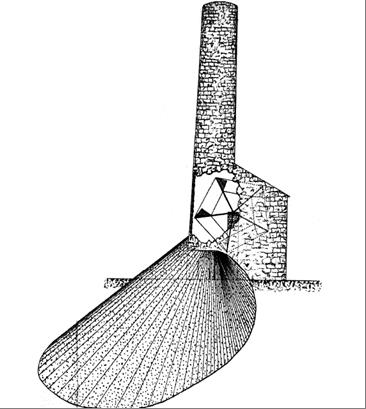
Dibujo del motor solar formado por la torre, el captador solar y la rueda del generador eólico

## Aportaciones científicas e invenciones
Cabanyes solicita a menudo permisos en su carrera militar para crear máquinas, viajar por Europa para conocer adelantos tecnológicos y realizar estudios matemáticos.
En los años 60 del siglo XIX comienza sus trabajos en Matemáticas y Física y en 1870 la prensa publica su propuesta de resolución del problema de la trisección gráfica y analítica del ángulo. En enero de ese año contrae matrimonio con Margarita Mata.
A finales de 1870 se adentra en la industria del carbón artificial con una fábrica con maquinaria diseñada por él mismo.
El interés científico de Isidoro Cabanyes estuvo fundamentalmente dirigido a las aplicaciones de la electricidad. 
Su primera patente la presentó en 1873 en Francia, consistía en un regulador de aire comprimido, que se proponía utilizar como fuerza motriz. En 1877 presentó un tranvía propulsado con esta energía. Este invento fue utilizado en las locomotoras empleadas por Ribourt en los trabajos de construcción del túnel de San Gotardo.
A partir de 1880 Cabanyes presentó diversas patentes encaminadas todas ellas a la iluminación: el «Fotógeno», un sistema de alumbrado y calefacción utilizando el gas; en 1883 su primer acumulador y en 1890 una pila eléctrica.
En 1885 presentó, junto a Miguel Bonet, un proyecto de submarino eléctrico que encontró muchas dificultades pues, aunque fue avalado por la Academia de Ciencias, la Dirección de Artillería no encontró justificada la inversión en «gastos ajenos a su objeto» y además competía directamente con los experimentos, avalados por la Marina, que Isaac Peral estaba realizando en la misma época.
La invención de las torres solares fue la innovación más interesante de Isidoro Cabanyes. El llamado motor aero-solar fue patentado en 1902 y se puso en marcha por primera vez en Cartagena. Se trata de un diseño para obtener electricidad utilizando torres de gran altura en las que se aplican turbinas que son activadas por las corrientes de convección del aire previamente calentado por la radiación solar. Cabanyes, primero en solitario y después junto a Luis de la Mata, fue experimentando y construyendo modelos mejorados y cada vez más grandes del motor, e incluso llegó a emplear su invento en aplicaciones de gran utilidad en la época, como la elevación de aguas para el suministro económico de riegos. Juntos presentaron un modelo de veinte metros de altura, en 1907 en la Exposición de Industrias Madrileñas.